# Dinastía uqáylida

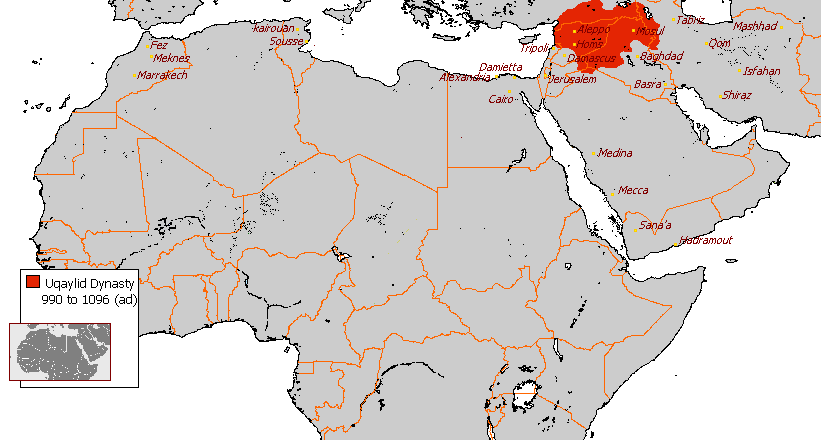
Mapa del dominio Uqáylida en su máximo apogeo.

La dinastía uqáylida o los ukáylidas fueron un linaje árabe que gobernó en Siria norteña e Irak del 990 al 1169. El nombre lo traían para ser miembros de la tribu Banu Uqayl.

## Historia
Los primeros grupos de uqáylidas emigraron a Siria en el siglo IX. En el siglo X los ukaylíes llegaron a la estepa irako-siria y quedaron bajo autoridad de los hamdánidas. Cuando los últimos soberanos hamdánidas de la rama de Mosul (esta ciudad estaba bajo control buwáyhida desde 978/979) Abu Abd Allah Husayn ibn Hasan (989-991) y Abu Tahir Ibrahim ibn Hasan (989-992), que gobernaban al Diyar Rabia y parte del Diyar Mudar fueron amenazados por la cabeza curda Badr al-Husayn (Abu Shuŷa Badh ibn Dustak) origen de la dinastía marwánida llamaron en ayuda a los Ukayl que entonces tenían como jeque a Abu ul-Dhawwad Muhammad ibn al-Musayyab; con su apoyo derrotaron a Badh que murió en combate en la región de Balad, y ocuparon algunas de sus posesiones como Yazirat ibn Umar, Nisibin y Balad. Pero el jeque se deshizo pronto de los dos príncipes hamdánidas y consiguió la cesión de la mitad de Mosul y dependencias de manso del gobernador buwáyhida, logrando el gobierno como vasallo de Baha' al-Dawla.
Abu ul-Dhawwad Muhammad ibn al-Musayyab murió en 996 y estallaron luchas sucesorias entre sus parientes, hijos y hermanos; el hermano al-Mukallad ibn al-Mussayab salió triunfante y forzó al gobernador buwáyhida de Mosul a cederle la otra mitad de Mosul y dependencias. El hijos Janahad al-Dawla Ali gobernó a la Yazira, Nisibin y Balad (996-1000). 
Desde esta base los ukáylidas se extendieron por Irak e incluso llegaron a Bagdad. Baha' al-Dawla pactó con al-Mukallab que fue reconocido como gobernador de Mosul, Kufa y Djamiyan (al-Hilla) con el título de Husam al-Dawla; aunque la khutba era leía en nombre del emir buwàyhida y del califa abbásida, la práctica era independiente y no pagaba ningún tributo. Al-Mukallab planeaba ocupar Bagdad y seguramente lo habría hecho si no hubiera sido envenenado por uno de sus esclavos turcos el 1001. Entonces lo sucedió su hijo Mutámid al-Dawla Kirwash ibn al-Mukallad que tuvo un largo reinado de 50 años. Mantuvo el control de Mosul y otras fortalezas del Diyar Bakr y todavía extendió su control en la zona de la Jazira. En 1002 estaba atacando territorio buwáyhida obligando a Baha al-Dawla, buwáyhida de Bagdad, a hacer una expedición al norte; aunque inicialmente fue derrotado, Kirwash consiguió derrotar a los buwàyhides cerca de Kufa. Baha al-Dawla lo declaró depuesto de su gobierno pero en 1005 fue confirmado en todas sus posesiones por el califa, que le dio el título de Mutámid al-Dawla, el que no impidió que en 1011 reconociera la soberanía del califa fatimita en un movimiento que no tuvo mucha duración.
A partir del 1039/1040 tuvo problemas para defender sus territorios de las bandas de turcomanos oghuz que venían del Jorasán y la estepa vía Persia. Mosul fue temporalmente ocupada y saqueada en 1044; Kirwash se había asegurado la alianza de los mazyàdides mercedes a la ayuda de los cuales los pudo expulsar.
Hubo otras dinastías uqáylidas en:
- Tikrit
- Yazirat Ibn Umar
- Hit
- Ukbara
- Al-Hadith
- Rakka
- Kalat Yabar

Las dos últimas fueron las más duraderas, puesto que subsistieron hasta 1169 cuando fueron eliminadas por los zenguíes. La línea de Ukbara fue notable porque el gobernante Gharib ibn Muhammad dio refugio al buwáyhida Yalal al-Dawla cuando este huyó de Bagdad.